# Dames Volleybal Gent
Dames Volleybal Dok Noord Gent, voorheen bekend onder de namen VDK Gent en Dames Volleybal Gent is een Belgische volleybalclub uit Gent die uitkomt in de Liga Dames, de hoogste Belgische competitie.

## Geschiedenis
In 1990 werd een vzw SAGEVO (SAmenwerkingsverband GEnts VOlleybal) opgericht om de krachten te bundelen van verschillende lokale clubs. De samenwerking bleef beperkt tot VDK Wondelgem, Nova Smash Sint-Amandsberg en de jeugdafdeling van VBK Heusden, maar in mei 1993 vervoegden ook White Star Sint-Amandsberg en VOM Gentbrugge waarna de club werd herdoopt tot VDK Gent. In 1995 sloot Logeen Gent aan. In 1997 volgde de fusie met VC Oostakker, waarna de club werd opgesplitst in een dames- en herenafdeling, hieruit ontstonden VDK Gent - Dames en VDK Gent - Heren. De herensectie vond een nieuwe sponsor en herdoopte zicht tot Caruur Volley Gent.
In februari 2025 werd de naam van de club veranderd naar Dok Noord Gent.

## Huidig team
Het fanionteam voor seizoen 2023-'24 is samengesteld uit:
- Trainer:  Stijn Morand

| Nummer | Naam              | Positie         |
| ------ | ----------------- | --------------- |
| 2      | Aziliz Divoux     | Spelverdeler    |
| 3      | Romy Brokking     | Libero          |
| 4      | Eline Van Elsen   | Hoekspeler      |
| 5      | Jodie Guilliams   | Hoekspeler      |
| 6      | Lynn Blenckers    | Spelverdeler    |
| 7      | Britt Fransen     | Middenaanvaller |
| 10     | Annelore Engels   | Spelverdeler    |
| 11     | Dorine Declat     | Middenaanvaller |
| 14     | Annelore Everaert | Hoekspeler      |
| 19     | Els Vandesteene   | Hoekspeler      |

## Palmares
| Prijs                 | Jaren                                |
| --------------------- | ------------------------------------ |
| Landskampioen (2x)    | 2013 en 2022                         |
| Beker van België (1x) | 2009                                 |
| Supercup (6x)         | 2009, 2011, 2013, 2015, 2022 en 2023 |
| Challenge Cup         | 2012                                 |

### Europese campagnes
| Seizoen  | Competitie               | Bereikte ronde               |
| -------- | ------------------------ | ---------------------------- |
| 2009-'10 | CEV Cup                  | 1/8e finale                  |
| 2010-'11 | Challenge Cup            | 1/8e finale                  |
| 2011-'12 | Challenge Cup            | 1/2e finale                  |
| 2012-'13 | Challenge Cup            | 1/16e finale                 |
| 2013-'14 | Champions League         | Groepsfase                   |
| 2014-'15 | Challenge Cup            | 1/16e finale                 |
| 2015-'16 | CEV Cup                  | 1/8e finale                  |
| 2016-'17 | CEV Cup                  | 1/32e finale                 |
|          |                          |                              |
| 2018-'19 | Challenge Cup            | 1/8e finale                  |
|          |                          |                              |
| 2021-'22 | CEV Cup                  | 1/16e finale                 |
| 2022-'23 | Champions League CEV Cup | 1e kwalificatieronde Playoff |

## Bekende (ex-)speelsters
- Anke Allemeersch
- Jasmien Biebauw
- Angie Bland
- Delfien Brugman
- Fien Callens
- Maud Catry
- Cathérine Claes
- Greet Coppé
- Charlotte Coppin
- Valérie Courtois
- Virginie De Carne
- Laszlo De Paepe
- Nikita De Paepe
- Lotte De Quick
- Tine De Quick
- Laura De Schrijver
- Charlotte Desmet
- Marlies De Smet
- Lise De Valkeneer
- Janne Devos
- Aziliz Divoux
- Laure Flament
- Lore Gillis
- Karolina Goliat
- Elies Goos
- Flore Gravesteijn
- Jodie Guilliams
- Arianne Horemans
- Gwendoline Horemans
- Bieke Huyst
- Marlies Janssens
- Adeline Lemey
- Axelle Longeval
- Lisa Neyt
- Paulien Neyt
- Julie Rumes
- Elien Ruysschaert
- Julie Smeets
- Manon Stragier
- Stephanie Van Bree
- Liesbet Van Breedam
- Elise Van Cleemput
- Megan Vanden Berghe
- Els Vandesteene
- Jutta Van de Vyver
- Iris Vandewiele
- Griet Van Vaerenbergh
- Karolien Verstrepen
- Liesbet Vindevoghel
- Saar Wallaeys
- Birthe Wittock